# LETAS Ladies Open
Het LETAS Ladies Open was een eenmalig golftoernooi in Engeland, dat deel uitmaakte van de Ladies European Tour Access Series. Het werd opgericht in 2011 en vond plaats op de Hazlemere Golf Club in Hazlemere, Buckinghamshire.
Het toernooi werd gespeeld in een strokeplay-formule van drie ronden (54-holes) en na de tweede ronde werd de cut toegepast.

## Winnares
| Jaar | Winnares          | Score | Score | Info                               |
| ---- | ----------------- | ----- | ----- | ---------------------------------- |
| 2011 | Henrietta Zuel po | 206   | –4    | Won de play-off van Ashleigh Simon |

| po = winnares na play-off |